# Local 58
Local 58 ist eine Horror-Webserie des Cartoonisten Kris Straub. Die Serie ist ein Spin-off von Straubs Creepypasta Candle Cove. Die Serie läuft derzeit auf dem YouTube-Kanal LOCAL58TV. Jedes Video der Serie zeigt Aufnahmen eines fiktiven öffentlich-rechtlichen Fernsehsenders namens Local 58 mit dem Rufzeichen WCLV-TV aus Mason County, West Virginia. Der Sender wurde Ende der 1930er Jahre gegründet und über Jahrzehnte hinweg kontinuierlich mit einer Reihe ominöser und surrealer Sendungen gekapert.
Die Serie nutzt Video- und Audioverschlechterung, um den Realismus und die beunruhigende Natur jedes Videos zu verstärken. Die Serie bezeichnet sich selbst als „analogen Horror“, ein Begriff, der seitdem als Bezeichnung für ein Nischen-Subgenre ähnlicher Found-Footage-Webserien mit VHS-Thema verwendet wird, die entweder von Local 58 inspiriert wurden oder einen ähnlichen Stil und ähnliche Techniken wie die Serie verwenden. Die Serie hat seitdem Kultstatus erlangt.
Eine Website namens local58.tv wurde im September 2021 als Erweiterung der Haupthandlung erstellt. Die Website bietet ein „LookBack Web Archive“, ähnlich dem Webarchivdienst Wayback Machine, und zahlreiche Easter Eggs und Handlungspunkte für ein zugehöriges Alternate Reality Game, das weitere Details zur Kontinuität von Local 58 bietet.

## Episode
Local 58 besteht aus 7 Hauptfolgen mit 5 verschiedene Videos. Die ersten sieben Folgen dauern zwischen einer und fünf Minuten, während das „Close“ Video fast 30 Minuten lang ist. Die Folgen wurden ursprünglich auf einer separaten Website veröffentlicht. Seit Ende 2018 sind sie jedoch alle auf YouTube verfügbar.
| Nr. | Titel                                  | Unter der Regie von | Geschrieben von | Länge | Veröffentlichungsdatum (local58.info) | Veröffentlichungsdatum (YouTube) |
| --- | -------------------------------------- | ------------------- | --------------- | ----- | ------------------------------------- | -------------------------------- |
| 1 | Weather Service                        | Kris Straub         | Kris Straub     | 2:34  | 26. Oktober 2015                      | 1. November 2017                 |
| Ein um Mitternacht ausgestrahltes Programm wird durch eine Meldung des Notfallwarnsystems (EAS) des Wetterdienstes des Landkreises unterbrochen, die die Zuschauer vor einem Wetterereignis warnt. Die Warnung bleibt bis Sonnenaufgang bestehen. Die Meldung schließt mit der Warnung, das Ereignis nicht mit bloßem Auge zu beobachten. Das normale Programm wird kurz mit einer zweiten Sendung fortgesetzt. Einer der Einträge lautet „Blood of The“, kann aber nicht vollständig eingeblendet werden, bevor die Sendung durch eine zweite EAS-Meldung unterbrochen wird, die diesmal zu einer Warnung vor ziviler Gefahr hochgestuft wird. Da in der Meldung darauf hingewiesen wird, dass die Zuschauer nicht in den Nachthimmel schauen sollten und weitere Informationen bereitgestellt werden, wird der Sender gekapert. Der Entführer behauptet, das Wetterereignis sei sicher und die Warnung sei aufgehoben. Anschließend fordert er die Zuschauer direkt auf, das Haus zu verlassen. Es scheint daraufhin zu einem Kampf zwischen den Mitarbeitern des Senders und dem Entführer um die Kontrolle über den Sender zu kommen. Während die erste Partei fast vollständig verdeckt ist, versucht sie verzweifelt, die Zuschauer zu warnen, nicht auf den Mond zu schauen. Die zweite Partei versucht, diese Botschaften durch visuelle Störungen zu unterbrechen oder zu verändern. Local 58 kehrt für einige Sekunden zum normalen Programm zurück, bevor eine letzte EAS-Meldung ausgestrahlt wird. Darin scheint es der zweiten Partei gelungen zu sein, die Kontrolle über den Sender zu erlangen. Die zweite Partei verändert die EAS erneut, um kryptische Informationen zu präsentieren, die detailliert beschreiben, wie sie von dem, was der Mond selbst zu sein scheint, einer Gehirnwäsche unterzogen wurden. Nach der letzten Nachricht – „WENN DU ANGST HAST, SCHAUEN WIR GEMEINSAM“ – wechselt die Übertragung zu einer Live-Ansicht des Mondes, während entfernte Schreie zu hören sind, bevor sie auf Schwarz umschaltet.                        |                                        |                     |                 |       |                                       |                                  |
| 2 | Continqency                            | Kris Straub         | Kris Straub     | 3:07  | 16. Januar 2016                       | 31. Oktober 2017                 |
| Der Sender beendet den Sendebetrieb und beginnt mit der Ausstrahlung von SMPTE-Balken. Die Sendung wird dann plötzlich durch einen Notfallalarm des fiktiven „Department for the Preservation of American Dignity“ (DPAD) und eine schriftliche Botschaft von Präsident Lyndon B. Johnson, unterlegt mit der Melodie von „The Star-Spangled Banner“, unterbrochen. Darin wird behauptet, das US-Militär sei von einer anderen Nation besiegt worden. Die auf einer Telop-Folie abgedruckte Botschaft besagt, dass alle Amerikaner zum Handeln aufgerufen sind, um „die Erinnerung an die Vereinigten Staaten klar und strahlend … unbefleckt und kompromisslos zu bewahren“. Nach der Botschaft wird eine stark verzerrte Version von „My Country, 'Tis of Thee“ abgespielt, während die Sendung weiterläuft. Nachdem die Zuschauer darüber informiert wurden, dass die örtlichen Strafverfolgungsbehörden „Ihre Einhaltung sicherstellen“ sollen und Verzögerungen „gesetzeswidrig“ seien, empfiehlt die Sendung Selbstmord durch Schusswaffen und erklärt, dass sie wiederholt wird, „bis es niemanden mehr gibt, der sie liest“. Sie schlagen außerdem, falls die Zeit es erlaubt, die „Siegesposition“ vor, eine rituelle Haltung, bei der sich mindestens eine Person flach auf den Rücken in den Vorgarten legt, bevor sie sich erschießt. Nachdem die Zuschauer angewiesen wurden, ihre Kinder und Haustiere einzuschläfern, sie als „kleinste Patrioten“ bezeichnet und anschließend erklärt wurden, dass „DER 51. STAAT KEIN ORT IST“, wird die Sendung plötzlich unterbrochen. Local 58 sendet einen Widerruf, in dem behauptet wird, die Nachricht sei eine Falschmeldung gewesen, und sich für den Fehler entschuldigt. Hinter der Nachricht ist jedoch eine zweite Folie zu sehen, die den Sender anweist, im Falle einer versehentlichen Ausstrahlung zu behaupten, das Filmmaterial sei eine Falschmeldung gewesen. Dies deutet darauf hin, dass alles, was bis zur Falschmeldung zu sehen war, ein echter Notfallplan für den Fall solcher Ereignisse war. |                                        |                     |                 |       |                                       |                                  |
| 3 | You Are On The Fastest Available Route | Kris Straub         | Kris Straub     | 3:39  | 19. Juni 2016                         | 31. Oktober 2017                 |
| Ein Programmplan zeigt das abendliche Programm, bestehend aus einem Mitternachtsfilm und kostenpflichtigen Programmen. Dann wird die Sendung abrupt unterbrochen und durch Aufnahmen einer Dashcam vom 21. November 2014 ersetzt. Darin ist ein Fahrer zu sehen, der einem Navigationsgerät folgt. Die Fahrt besteht hauptsächlich aus den Anweisungen des Navigationsgeräts, das dem Fahrer mitteilt, dass er sich „auf der schnellsten verfügbaren Route“ befindet. Nach einer Weile wechselt das Bild zu dem Fahrer, der auf einer unbefestigten Straße mitten durch einen Wald fährt. Die Anweisungen des Navigationsgeräts werden zunehmend fragwürdiger und weisen den Fahrer an, den Einfahrtverbotsschildern zu folgen, auf einer „unbenannten Straße“ weiterzufahren und das Auto mit ausgeschalteten Scheinwerfern zu parken. Nachdem der Fahrer alle Anweisungen befolgt hat, kommt er dieser nach und bringt das Auto mit ausgeschalteten Scheinwerfern zum Stehen. Nach einigen Sekunden ist ein lautes Dröhnen zu hören. Der Fahrer schaltet die Scheinwerfer schnell wieder ein und enthüllt ein zweibeiniges Wesen auf der Straße. Plötzlich wechselt die Übertragung zu der Person, die von der Kreatur wegfährt. Das GPS fordert den Fahrer wiederholt auf, umzukehren, da das „Ziel“ hinter ihm liegt. Das GPS zählt die Entfernung in Fuß schnell herunter, während das Brüllen lauter wird und die Kreatur als Ziel selbst enthüllt. Nach einem abrupten Einfrieren wechselt die Übertragung zu dem Auto, das nun seitlich liegt und dessen Windschutzscheibe gesprungen ist. Ein letztes Brüllen ist zu hören, als die Übertragung unterbrochen wird. Schließlich meldet das GPS mit langsamer, verzerrter Stimme, dass der Fahrer sein Ziel erreicht hat. |                                        |                     |                 |       |                                       |                                  |

| Nr. | Titel             | Unter der Regie von | Geschrieben von | Länge | Veröffentlichungsdatum |
| --- | ----------------- | ------------------- | --------------- | ----- | ---------------------- |
| 4 | Show For Children | Kris Straub         | Kris Straub     | 3:12  | 30. Juli 2018          |
| Ein Programmplan wechselt abrupt zu einem Zwischentitel mit der Aufschrift „Local 58 Show for Children“, in dem eine Clown-Statue in einem Vergnügungspark zu sehen ist. Der Zwischentitel wechselt zu einem Gummischlauch-Zeichentrickfilm mit dem Titel „Ein schwerer Fehler“, in dem ein anthropomorphes Skelett namens Cadavre vorkommt. Der Zeichentrickfilm beginnt damit, dass Cadavre nachts über einen Friedhof geht, während der Mond über ihm lächelt. Er stößt auf ein offenes Grab, fragt sich, ob seine Geliebte darin sein könnte, und beschließt, einen Blick hineinzuwerfen. Im Grab befindet sich eine realistisch aussehende Leiche, die Cadavre erschreckt und ihn zur Flucht veranlasst. Er findet ein weiteres Grab und beschließt, hineinzuschauen, wird jedoch erneut von einer seltsamen vogelähnlichen Kreatur erschreckt. Als der Ton komplett aussetzt, geht Cadavre, sichtlich angespannt, weiter über den Friedhof, während der Mond auf ihn herabstarrt. Er blickt in ein weiteres Grab und steigt hinein, betritt eine Höhle. Nachdem er einige Zeit durch die Höhle geirrt ist, erreicht er ein weiteres offenes Grab. Erschöpft und unfähig, herauszuklettern, liegt Cadavre mit dem Gesicht nach oben auf dem Boden. Aus seiner Perspektive sieht man eine riesige, realistische Darstellung des Mondes, die sich über dem Loch im Grab bewegt. Die Ansicht wechselt zurück zu Cadavre, der scheinbar gestorben und zu einem leblosen, realistisch aussehenden Skelett geworden ist. Anschließend wechselt die Sendung zurück zum Cartoon-Clown-Stoßfänger, der nun mit aufgerissenem Mund zum Zuschauer blickt. |                   |                     |                 |       |                        |
| 5 | Real Sleep        | Kris Straub         | Kris Straub     | 5:11  | 19. Dezember 2018      |
| Eine personalisierte VHS-Aufnahme der Thought Research Initiative (TRI) beginnt mit einem simplen „Mythos oder Fakt“-Spiel über Schlafen. Es behauptet, Träume seien für die psychische Gesundheit nicht essenziell. Anschließend wird eine Visualisierung überwachter Gehirnströme, die sogenannte „Kleitman-Karte“, gezeigt. Dies legt nahe, dass das Video eigens dafür entwickelt wurde, Träume durch die Anwendung einer Umkehrung der Karte zu verhindern. Anschließend wechselt das Video zu einem Abschnitt, in dem vier Sequenzen ähnlich dem Effekt der Gesichtsverzerrung eingeblendet werden. Sequenz eins fordert den Zuschauer auf, direkt in die Bildschirmmitte zu blicken, während Gesichter aufblitzen. Sequenz zwei lässt zwei Gesichter langsam verschmelzen, bis das Gesicht verschwindet. Sequenz drei fordert den Zuschauer auf, den Satz „Es gibt keine Gesichter“ mehrmals zu wiederholen, während stark verzerrte Gesichter auf dem Bildschirm aufblitzen. Sequenz vier beginnt dann mit dem Aufblitzen einer Reihe ominöser unterschwelliger Botschaften, während „Es gibt keine Gesichter“ noch einmal, unheimlich verlangsamt, wiederholt wird. Das Video endet damit, dass dem Zuschauer mitgeteilt wird, dass er das eigentliche Schlafprogramm nun abgeschlossen habe und er bei Problemen nicht zum Arzt gehen solle. |                   |                     |                 |       |                        |
| 6 | Skywatching       | Kris Straub         | Kris Straub     | 4:16  | 1. November 2019       |
| Eine Folge von „Skywatching“ beginnt nach einem Sendeplan, wird aber plötzlich unterbrochen. Das Filmmaterial wird durch eine Amateurübertragung ersetzt, bei der ein Mann mit seiner Kamera den Nachthimmel filmt. Der Mann richtet die Kamera auf den Oriongürtel und die Plejaden, wechselt dann das Objektiv und filmt den Mond, der im Text „SEIN THRON“ genannt wird. Der Kameramann zeigt Nahaufnahmen der Mondoberfläche mit ziehenden Wolken, organisch anmutenden Formationen und seltsam künstlich wirkenden Konstruktionen. Der Mond verschwindet dann. Als der Kameramann das Objektiv erneut wechselt, ist ein lautes Geräusch zu hören, als der Mond wieder erscheint – nun deutlich größer. Eine Thunderbolt-Tornado-Sirene ertönt, und der Kameramann justiert die Helligkeit der auf den Mond gerichteten Kamera. Die aufgebrochene Südhalbkugel zeigt den Körper eines gigantischen Skelettorganismus im Inneren. Der Kameramann legt die Kamera ab und geht mit erhobenen Händen auf den Mond zu, als die Sirene abrupt verstummt. Auf dem Bildschirm steht „FREUT EUCH“, bevor die Übertragung zu statischem Rauschen wechselt. |                   |                     |                 |       |                        |

| Nr. | Titel      | Unter der Regie von | Geschrieben von | Länge | Veröffentlichungsdatum |
| --- | ---------- | ------------------- | --------------- | ----- | ---------------------- |
| 7 | Night Walk | Kris Straub         | Kris Straub     | 3:14  | 1. November 2024       |
| Local 58 spielt in der Gegenwart und zeigt sein Abendprogramm. Anschließend beginnt die Ausstrahlung eines fiktiven Dokumentarfilms aus dem Jahr 1977 mit dem Titel „Night Walk“, der übernatürliche Erscheinungen in Mason County, West Virginia, beschreibt. Der Film stellt eine mysteriöse Figur vor, die in urbanen Legenden als „Die Frau im Profil“ bekannt ist – ein schattenhaftes Wesen mit der Erscheinung einer menschlichen Frau im Profil, daher ihr Name. Lokale Zeitungen berichteten erstmals 1961 über sie. Die örtliche Polizei in Ichor Falls – einer der Siedlungen, in die Local 58 sendet – untersuchte die Sichtung als möglichen Zeugen für den Mord an einer Studentin der Maple Grove University. Beobachter der Frau im Profil beschrieben sie als die Silhouette einer Frau, die aufmerksam in den Himmel starrte und dann verschwand, als man sich näherte. Bis zur Produktion von „Night Walk“ wurden über zwei Dutzend Sichtungen der Frau im Profil gemeldet, alle in der Dämmerung. Die Sendung bricht ab und zeigt ein Heimvideo vom 24. November 1996. Die Frau ist im Profil vor der untergehenden Sonne zu sehen. Der Mann, der die Frau filmt, zoomt heran und enthüllt die Frau als eine Kreatur mit zwei Gesichtern und einem verzerrten, spinnenartigen Körper. Der Beobachter versucht, mit ihr zu sprechen, doch ihre Augen beginnen hellgelb zu leuchten. Sie greift ihn an, der Mann senkt die Kamera und rennt panisch davon. Das Filmmaterial wechselt zurück zur vorherigen Aufnahme der Frau mit ihren leuchtenden Augen. Auf dem Bildschirm erscheint der Text: „EIN RAUBTIER KANN NICHT ZWISCHEN BEUTE UND KOMPLIZENZ UNTERSCHEIDEN / SICHERHEIT IN DER ZAHL.“ |            |                     |                 |       |                        |

| Titel | Unter der Regie von | Geschrieben von | Länge | Veröffentlichungsdatum |
| --- | ------------------- | --------------- | ----- | ---------------------- |
| Station ID | Kris Straub         | Kris Straub     | 0:18  | 2. November 2017       |
| Das Video dient als Trailer des Senders und enthält eine Reihe kryptischer Botschaften mit folgendem Inhalt: ANALOGER HORROR AUF 476 MHz WIR BEGINNEN UNSEREN SENDETAG SCHAU WEG ES SPIELT KEINE ROLLE ES GIBT ANDERE EMPFÄNGER SICHERHEIT IN DER ZAHL Dann wird das Video abrupt schwarz. |                     |                 |       |                        |
| A Look Back | Kris Straub         | Kris Straub     | 1:04  | 27. August 2018        |
| Eine Zusammenstellung der Geschichte von Local 58, die die verschiedenen Logos des fiktiven Senders in chronologischer Reihenfolge durchgeht, wird entführt, und auf dem Bildschirm beginnen Nachrichten zu blinken, die denen in „Station ID“ ähneln. Die Sendung wird dann zu einer Montage kurzer Clips aus früheren Folgen der Serie, unterbrochen von fehlerhaftem Filmmaterial normaler Fernsehsendungen. Nachdem einige weitere Nachrichten angezeigt wurden, normalisiert sich die Sendung des Senders wieder. |                     |                 |       |                        |
| Digital Transition | Kris Straub         | Kris Straub     | 3:55  | 1. November 2021       |
| Am 13. Juli 2021 bereitet sich Local 58 auf die digitale Umstellung um Mitternacht vor. Nach der regulären Ausstrahlung einer Folge von One Step Beyond zeigt der Sender einen Tribute-Bumper, der verschiedene Epochen der 82-jährigen Geschichte des Senders (1939–heute) und seiner Sendungen darstellt. Am Ende des Bumpers ist das neue Logo von Local 58 mit dem erweiterten Slogan „Community Digital Television“ zu sehen. Die Umstellung findet statt, doch mit Mitternacht wird die Übertragung zunehmend gestört, und das analoge Signal bleibt sichtbar hinter dem digitalen Signalausgang bestehen und deutet darauf hin, dass die digitale Umstellung verschoben wurde. Die Stelle, die das analoge Signal kontrolliert, sendet ein Gedicht mit dem Titel „VERRAT“ als Bildschirmtext. Das Gedicht endet mit „Gedanken formen sich in Nadeln / Sie träumen sich in Messern [sic]“. Aufnahmen des Wetterdienstes werden gezeigt, als die Stelle die volle Kontrolle über das analoge Ansagesignal des Senders erlangt und anschließend durch eine zweite Reihe von Bildschirmmeldungen auf dessen Verbindung zum Mond anspielt. Bevor die Sendung ganz abbricht, erscheint auf dem Bildschirm ein verzerrtes Gesicht, das hastig durch eine rechtliche Warnung des FBI, des DHS, des HHS und der FCG (bei der vierten dieser Behörden handelt es sich um eine Version der FCC im eigenen Universum) über „unerlaubten analogen Empfang“ ersetzt wird. |                     |                 |       |                        |
| Close | Kris Straub         | Kris Straub     | 29:43 | 1. November 2022       |
| Eine Sonderpräsentation mit einem Livestream der C.L.O.S.E.-Mission (Cometary Lander Orbiter Survey Expedition) der SARO (Space & Aeronautics Regulatory Oversight), einer fiktiven Version der NASA, beginnt mit Aufnahmen einer Raumsonde, die sich dem (fiktiven) schnell rotierenden Kometen 57838 Eidolon (1P/2006 Telesky) nähert, etwa 25 Minuten vor der Landung. Der Komet wird aufgrund seiner starken Ähnlichkeit mit einem Schädel in Rotationsphasen auch „Gesicht im Weltraum“ und „Kometenschädel“ genannt. Während sich der Satellit dem Kometen nähert, werden Bild und Ton zunehmend verzerrt, und die Ähnlichkeit mit dem Gesicht des Kometen wird immer deutlicher. Als sich die Landeeinheit Eidolons größtem Krater nähert, wird eine türähnliche Struktur sichtbar. Kurz vor der Landung sind seltsame, außerirdische Geräusche zu hören, und kurz nach der Landung verliert die Landeeinheit die Verbindung zur Missionskontrolle, wodurch auch die Kameraübertragung unterbrochen wird. Nach einigen Sekunden schwarzen Bildschirms werden scheinbar wiederhergestellte Aufnahmen der Kameras des Landers gezeigt. Der Lander beobachtet Eidolons Tür, die sich öffnet und eine ungewöhnliche Textur an den Wänden im Inneren des Kometen freigibt. Die Aufnahme endet, als eine unsichtbare Kraft den Lander mit hoher Geschwindigkeit von Eidolon abstößt.                                                                              |                     |                 |       |                        |
| NSSA-3 (atypical) | Kris Straub         | Kris Straub     | 0:58  | 7. November 2021       |
| Das Video beginnt mit statischem Rauschen, ein Gesicht ist teilweise sichtbar. Eine verzerrte Stimme spricht. Das Logo von „Weather Service“ erscheint verzerrt. Das verzerrte Gesicht erscheint erneut, gefolgt von unleserlichem Text. Das Logo von Local 58 erscheint erneut, bevor der Bildschirm auf statisches Rauschen umschaltet. |                     |                 |       |                        |

## Entwicklung und Themen
Straub veröffentlichte 2015 die erste Folge von Local 58, „Weather Service“, als experimentelles Einzelstück für seinen YouTube-Kanal Chainsawsuit Original, an dem er auch beteiligt ist. Das Stück erhielt positives Feedback, was Straub dazu veranlasste, zwei weitere auf demselben Kanal zu veröffentlichen: „Contingency“ und „You Are On the Fastest Route“. Die Serie wurde 2015 auch auf der inzwischen nicht mehr existierenden Webdomäne local58.info gehostet und 2017 auf einen eigenen YouTube-Kanal hochgeladen.
Straub verwendete iMovie für die ersten beiden Folgen von Local 58 und Final Cut Pro X für die übrigen Folgen. Alle in der Serie verwendeten Assets stammen entweder aus gemeinfreien Archivmedien (z. B. die Musik von Local 58 aus den 2000er Jahren, ein Stock-Track namens „Entering Graciously“) oder wurden von Straub selbst mit Clip Studio, Adobe Photoshop und Adobe Flash erstellt.
Straub hat auf Reddit bestätigt, dass Local 58 derselbe „Channel 58“ ist, auf den sich seine Creepypasta Candle Cove bezieht. Diese erschien in einem Internetforum über eine bizarre Kindersendung gleichen Namens, die dort ausgestrahlt wird. Das Rufzeichen WCLV bezieht sich auf Candle Cove („CLV = CandLe coVe“). Themen aus anderen Werken Straubs tauchen in Local 58 auf, beispielsweise das animierte Skelett Cadavre, das zunächst in Straubs Webcomic Broodhollow und dann in der Local 58-Folge „Show for Children“ auftrat.
Obwohl die Serie keine durchgehende Handlung zu haben scheint, enthält fast jede Folge kryptische Hinweise auf das Betrachten des Mondes oder des Nachthimmels. Straub hat Themen der Serie als „Stille, Misstrauen gegenüber Sicherheitswarnungen, Missbrauch der Massenwahrnehmung, Parallelwissenschaft, die aus ungeprüften bösen Absichten entsteht, und dogmatisches Denken“ identifiziert.

## Rezeption
Seit ihrem Debüt hat Local 58 die Entstehung weiterer Serien mit ähnlichen Themen inspiriert, darunter Channel 7, Analog Archives, Eventide Media Center und Gemini Home Entertainment. Es gibt unterschiedliche Meinungen darüber, ob sie tatsächlich die erste ihrer Art oder ein frühes Beispiel eines sich bereits entwickelnden Stils war. Kritiker sind sich jedoch einig, dass die Serie die Konventionen des Genres kategorisch definierte und fortführte. Einige spekulieren auch, dass sie indirekt Spielfilme wie Skinamarink (2022) beeinflusst hat, die stark auf analoger Ästhetik basieren.
Im Dezember 2022 hatte der YouTube-Kanal Local 58 über 558.000 Abonnenten und über 20 Millionen Aufrufe.
Am 8. August 2016 wurde ein der Serie gewidmeter Subreddit erstellt, der im Dezember 2022 25.400 Follower hatte. Straub selbst hat dort einige Fragen zur Serie beantwortet.
Der in „Contingency“ gezeigte Notfallalarm wurde mit dem falschen Raketenalarm von Hawaii im Jahr 2018 verglichen.

## Kontroverse
Am 4. Juli 2022 kennzeichnete YouTube eine Folge von Local 58, „Show for Children“, als „für Kinder“. Dadurch werden Nutzerkommentare deaktiviert, um dem Children’s Online Privacy Protection Act zu entsprechen. Nachdem Straub gegen die Entscheidung von YouTube über die Website und andere Social-Media-Kanäle Berufung eingelegt hatte, wurden die Einstellungen am 6. Juli wieder auf die ursprünglichen Einstellungen zurückgesetzt. Dies löste erneute Diskussionen über Elsagate und Bedenken hinsichtlich der Moderationsalgorithmen von YouTube aus.